# 天主教雅努阿里亚教区

Regional CNBB Leste 2.

天主教雅努阿里亚教区

天主教雅努阿里亞教區（拉丁語：Dioecesis Ianuariensis），是巴西一個天主教教區，位於米納斯吉拉斯州北部，屬蒙蒂斯克拉鲁斯總教區。
教區成立於1957年5月15日，2006年有教友266,000人，佔總人口90.5%。有十七個堂區、司鐸十九人。現任教區主教為若瑟·莫雷拉·達席爾瓦。